# Anastasiya Gorodko
Anastasiya Gorodko (en kazajo: Анастасия Городко; 14 de mayo de 2005) es una deportista kazaja que compite en esquí acrobático. Ganó dos medallas de bronce en el Campeonato Mundial de Esquí Acrobático, en los años 2021 y 2025, ambas en la prueba de baches en paralelo.

## Medallero internacional
| Campeonato Mundial | Campeonato Mundial  | Campeonato Mundial | Campeonato Mundial |
| Año                | Lugar               | Medalla            | Prueba             |
| ------------------ | ------------------- | ------------------ | ------------------ |
| 2021               | Almaty (Kazajistán) | Medalla de bronce  | Baches en paralelo |
| 2025               | Engadina (Suiza)    | Medalla de bronce  | Baches en paralelo |